# Jorrel Hato
Jorrel Hato (ur. 7 marca 2006 w Rotterdamie) – holenderski piłkarz, pochodzący z Curaçao, występujący na pozycji obrońcy, reprezentant Holandii.